# II съезд народов Терека
II съезд народов Терека прошёл в Пятигорске и Владикавказе в феврале-марте 1918 года. На заседании 4 марта большинство делегатов съезда высказались за признание власти Совнаркома РСФСР. Противниками этого решения оказались меньшевики и эсеры. Были избраны Терский народный совет и Совет народных комиссаров, которые возглавил большевик Ной Буачидзе. Временное Терско-Дагестанское правительство было объявлено низложенным. Правительство Кабардино-Балкарии во главе с Хамидом Чижоковым, находившееся у власти в тот момент, заявило о поддержке Терско-Дагестанского правительства и неправомочности Съезда народов Терека. В регионе начался новый этап противостояния политических сил.

## Съезд

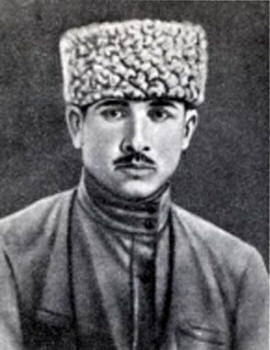
Руководитель чеченской делегации Асланбек Шерипов.

Съезд начал работу 16 февраля 1918 года в Пятигорске. В его работе приняли участие 567 делегатов. Были представлены все народы Терской области, включая чеченцев и ингушей (участию которых в первом съезде помешали представители казачьего офицерства), делегации от которых возглавляли Асланбек Шерипов и Гапур Ахриев соответственно.
Работу съезда открыл председатель Терского областного народного совета, левый эсер Ю. Пашковский. Если первый съезд пришёл в сравнительно конструктивной атмосфере, то работа второго столкнулась с яростным сопротивлением представителей горско-казачьих верхов, которые пытались сорвать работу съезда.
20 февраля с докладом о текущем моменте выступил С. М. Киров. Он призвал народы Кавказа положить конец межнациональной вражде. Съезд принял резолюцию по докладу Кирова, в которой подтвердил необходимость создания в области институтов народовластия и утвердил проект основных положений управления Терской республикой.
4 марта съезд подавляющим большинством признал власть Совнаркома РСФСР. Об этом своём решении съезд сообщил В. И. Ленину в своей приветственной телеграмме.
5 марта по предложению большевиков съезд всем составом переехал во Владикавказ. Горское правительство в связи с этим бежало в Тифлис, откуда пыталось отторгнуть Терскую область от РСФСР и создать независимую Северо-Кавказскую республику.
Во Владикавказе был избран новый состав Терского областного народного совета. Областной совет был объявлен высшим органом государственной власти на территории области. При совете были созданы национальные фракции: балкарская, кабардинская, казачья, чеченская, ингушская и иногородних. 9 марта был избран Совет народных комиссаров области, который возглавил Ной Буачидзе.
Конституция, принятая на съезде, признавала Терскую область частью РСФСР, но в ней не было положения о передаче власти советам рабочих, солдатских и крестьянских депутатов. Съезд провозгласил себя основным законодательным органом на территории области. Он избирал Народный совет Терской области — высший орган государственной власти области. Народный совет формировал Совет народных комиссаров — орган исполнительной власти. В национальных округах и казачьих отделах органами власти становились местные народные советы и их исполнительные комитеты.